# ザ・熊本タワー
ザ・熊本タワー（ざ・くまもとたわー）は、熊本県熊本市の超高層マンション。再開発事業（くまもと森都心）のC棟として建設された。高さ126.83mで、熊本県で一番高いビル。

## 概要
熊本市による熊本駅前東A地区再開発事業の住宅棟（C棟）として建設された。C棟着工後には順次隣接するA棟には公共施設のくまもと森都心プラザが、B棟には商業施設が建設され、2012年に開業している。熊本県内で最も高い建築物となっている。白と黒のデザインは熊本城との調和を意識したとしている。
1階にはくまもと森都心郵便局（熊本駅フレスタ東館より移転）や歯科が入居している。

## 沿革
- 2007年（平成19年）5月 - 中心市街地活性化基本計画認定。
- 2008年（平成20年）12月 - 着工。
- 2012年（平成24年）3月 - 建築工事完了。